# Галич (Костромська область)
Га́лич (рос. Галич, д.-рус. Галичь Мерьский) — місто (з 1159) в Костромській області Росії, самостійне муніципальне утворення міський округ Галич, адміністративний центр Галицького району. Місто входить до переліку поселень Росії, що мають офіційний статус «історичних». Населення — 16 922 осіб (2017).

## Фізико-географічна характеристика
Місто розташоване на березі Галицького озера (басейн річки Костроми), за 121 км на північний схід від міста Костроми.
У центрі міста протікає річка Кешма, завдовжки приблизно 15 км і шириною в межах міста до 2 м.

## Назва
Вважається, що назва міста є вторинною щодо назви давнього Галича Волинського в Прикарпатті. Відомі численні приклади перенесення з південного заходу на північний схід багатьох імен міст: Звенигород, Переяславль, Стародуб, Вишгород. Відповідно до поширеної гіпотези Ярослава Пастернака, назва прикарпатського Галича походить від грец. άλάς («сіль») і пов'язана з соляними промислами в його районі; Галич у Північно-Східній Русі, теж маючи запаси солі, міг бути названий на честь Галича в Південно-Західній. Місто Сіль Галицька (тепер Солигалич), розташоване неподалік, поєднувало в своїй назві і слов'янську і грецьку складову. Колись вживане означення «Мерський» пов'язане з аборигенами цього краю — фіно-угорським народом меря, і використовувалося для відрізнення від Галича Волинського. За вказанням деяких джерел, первісна назва Галича Мерського була Галивонъ.

## Історія
Територія Галича ще з давніх часів була заселена людиною. Про це свідчать такі стародавні палеолітичні стоянки, як Галицька гірка.
Датою заснування вважається 1159 рік, але в письмових джерелах він уперше згадується під 1237 роком, коли в Лаврентіївському літопису вказувалось, що татари «плѣниша все по Волзѣ доже и до Галича Мерьского».
Перші археологічні дослідження міста, здійснені в 1957 році П. О. Раппопортом, показали, що культурний шар з керамікою XII століття заходить під основу валу Нижнього городища — найдавнішої міської фортеці. У самому насипу виявлені кілька фрагментів кераміки, датовані дослідником XI століттям, на підставі чого був зроблений висновок про наявність слов'янського поселення XI—XII століть — попередника наново збудованого міста. У 2009 році дослідження Нижнього Городища продовжив Новиков. Була підтверджена наявність давньоруського шару XII століття. Разом з тим, селище XI століття, що існувало на місці майбутнього городища, хоча і підтверджується як окремими знахідками, так і вперше виявленими поховальними комплексами зі слідами язичницької обрядності, співвіднесене з мерянським населенням.
У лютому 1238 року до Галича підійшли загони монгольського полководця Бурундая, одного з нойонів хана Бату. Лаврентіївський літопис повідомляє, що Татарове поплѣниша Володимерь и поидоша на великого кнѧзѧ Геωргия ωкании ти кровопиици и ови идоша къ Ростову, а ини к Ярославлю, а ини на Волгу на Городець и ти плѣниша все по Волзѣ, доже и до Галича Мерьского… и взѧша городовъ 14…, але нічого не каже про здобуття міста.
У 1246 році Галич став столицею самостійного князівства, що утворилось після смерті великого князя владимирського Ярослава Всеволодовича. Першим князем Галича був Костянтин Ярославич — син Ярослава Всеволодовича, брат Олександра Невського. У 1255 року він помер і Галичем став правити самостійний князь — його син Давид Костянтинович. Никонівський літопис повідомляє, що в 1280 році преставися князь великій Давидъ Константиновичь Галичскій и Дмитровскій. Таким чином, Галич у другій половині XIII століття був центром князівської волості. У другій половині XIII—XV століттях Галицькому князівству належали обширні землі в басейнах Галицького і Чухломського озер, по лівобережжю Волги, річці Костромі та її притоках, по середній течії річок Унжі та Ветлуги. Серед населених пунктів того часу відомі Чухлома та Сіль Галицька, які були достатньо багаті і густо заселені. Сам Галич того часу був одним із центрів оборони руських земель. У 1-й половині XIV століття Галич був у складі «купівель» Івана Калити. Галицькі князі й далі правили князівством, але втратили свою незалежність. У 1362 році, за висловом Никонівського літопису, князь великїй Дмитрій Донской съгна съ Галичскаго княженія князя Дмитрія Галицкаго. Галич увійшов до складу великого князівства Московського. Місто безпосередньо підпорядковувалося великому князю, і Дмитро Донський розпоряджався в Галичі, як у своїй вотчині. Наприклад, у 1378 році митрополита Пимена, відкинутого великим князем, відправили на ув'язнення у Галич, а згодом у Чухлому.
Після смерті Дмитра Донського Галич дістався його синові Юрію Дмитровичу. Маючи стратегічно важливе значення — прикриваючи центральні частини Московського великого князівства з північного сходу — Галич зазнавав нашесть його противників. У 1398 році під час війни Новгороду з великим князем Василем Дмитровичем новгородці захопили Великий Устюг і сплюндрували околиці Галича. У 1408 році до Галича доходили загони Едигея. У грудні 1428 році до Галича приходиша Татаровя безвѣстно и стоѧ (вони простояли під стінами міста місяць, але здобути його не змогли).
У XV столітті галицькі князі беруть вельми активну участь у Міжусобній війні в Московській Русі (1425—1453). Зазнавши в ній поразки, галицький князь Дмитро Шем'яка втік до Новгорода, де був отруєний, а сам Галич був у 1450 році остаточно приєднаний до Москви. З цього часу він став центром повіту, до складу якого увійшли Судайська, Чухломська, Солигалицька, Парфеньєвська, Кологривська та Унженська осади. Для управління такою величезною територією в Москві був створений особливий приказ, що називався Галицькою чвертю.

### XVI—XVIII століття

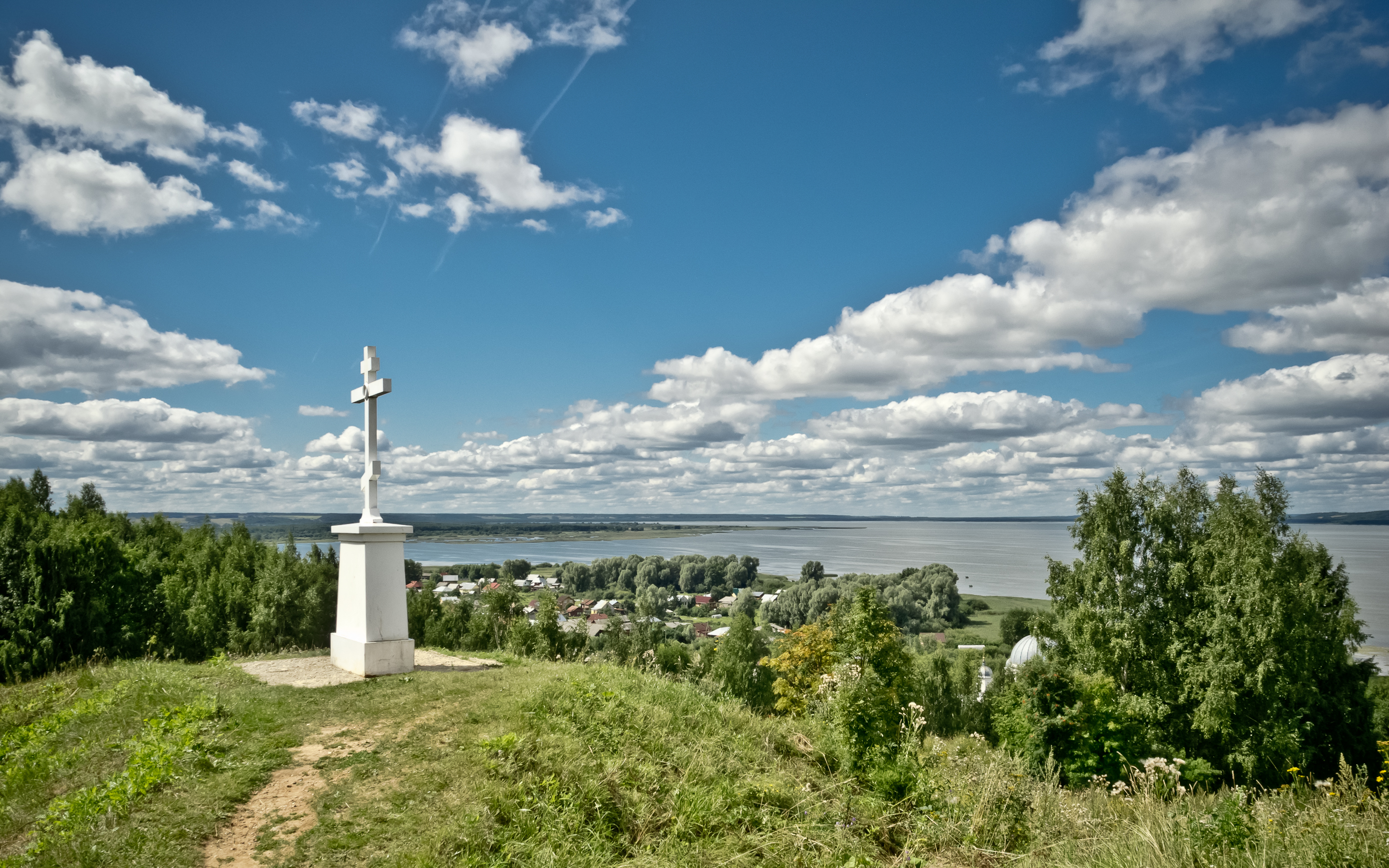
Православний хрест на Балчузі

Після приєднання до Москви Галич стає її опорним пунктом у боротьбі з Казанським ханством. У ньому була побудована третя за ліком фортеця.
У жовтні 1523 року казанський хан Сахіб Герай здійснив відповідний рейд на московські землі, взяв в облогу Галич, але здобути не зміг. Він пограбував навколишні села і захопив багато бранців.
Оборонне значення Галич зберігав аж до 1552 року, коли Казанське ханство було приєднане до Москви.
У Смутний час Галич опинився в руках поляків, і каральний загін під керівництвом Лісовського спалив місто і цілком розорив його. Писцева книга по місту Галич засвідчила масштаб зруйнувань: близько 350 дворів у Галичі були визнані злиденними, а з 239 торгових місць п'ята частина стояла пуста.
Оскільки Галич опинився у центрі країни, він втратив оборонне значення, але поступово зміцнів в економічному плані, бо через нього йшла торгівля із Сибіром, місто торгувало з Архангельськом, Вяткою і Москвою, а пізніше і з Санкт-Петербургом. Звідси йшла торговля хутрами із Західною Європою й Азією, також була розвинута торговля рибою. У Галичі з'явилася Рибна слобода, перша згадка про яку належить до 1626 року. У Середньовіччі в околицях міста було 10 монастирів.

### XVIII століття— початок XX століття

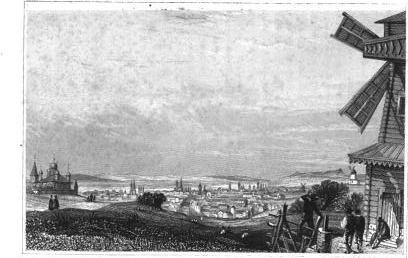
Галич у 1839 році. Рисунок

За указом Петра I в 1709 році Галич разом з іншими північно-східними містами відійшов до Архангелогородської губернії, а після заснування в 1778 році Костромського намісництва, а згодом і губернії став повітовим містом і отримав свій герб: у червленому полі воїнська арматура, з якої виходить хрест Іоанна Хрестителя. З цього часу змінюються обличчя міста, оскільки воно починає забудовуватися згідно з новим регулярним планом. У першій половині XIX ст. у місті з'являються промислові підприємства. У 1845 році галицькі купці Вакорін і Редькін створили хутровий завод з обробки білочих шкурок, в 1852 році той же Вакорін відкрив завод з обробки лисичих шкур, а в 1854 — рукавичну фабрику. На початку XX століття в Галичі була відкрита залізниця. Особливо ратоборствував за її проведення уродженець Костромської губернії Іван Ситін, який вважав, що саме завдяки залізниці Галич зможе перетворитися на значний промисловий центр. На початку XX століття в Галичі було чотири чинбарські заводи, броварський завод Архангельських, ґуральня Громова, три цегельні, казенний горілчаний склад та інші підприємства.

### XX—XXI століття

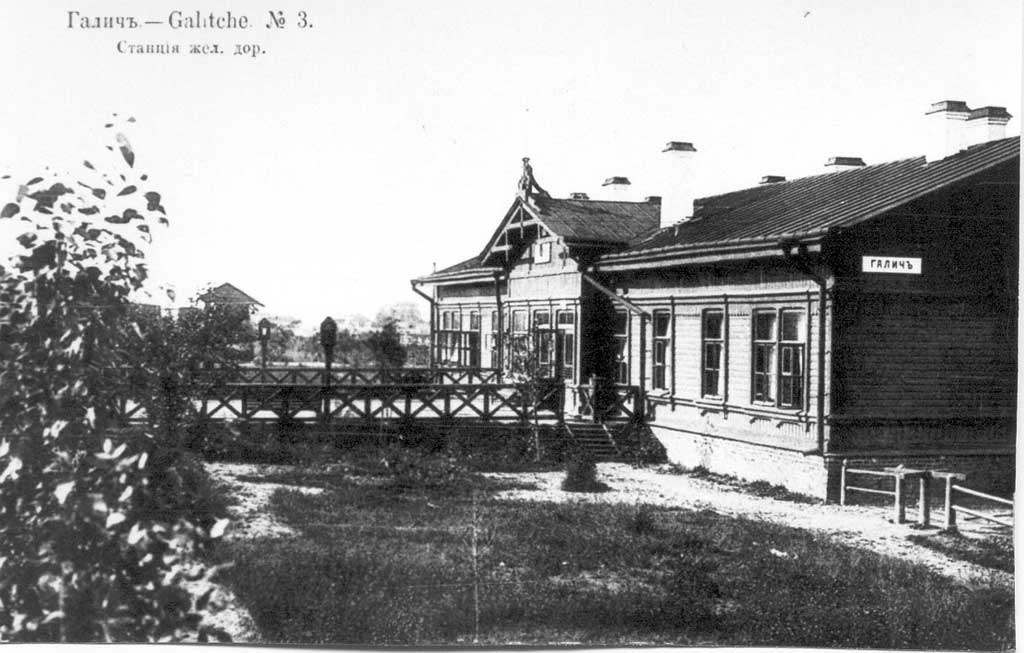
Залізнична станція в Галичі. Початок XX століття

Після Жовтневого перевороту 1917 року Галич продовжує розвиватися як один з великих промислових центрів краю. На базі підприємств Російської імперії і створених у 1920—1930-х виробничих артілей виникло багато сучасних промислових підприємств міста. У 1928 році під час адміністративної реформи Галицький повіт, який існував з XV століття, був перетворений на Галицький район.
Після Другої Світової війни з'явилися швацька, меблева фабрики, завод метвиробів, у 1961 році в Галичі був випущений перший екскаватор, що поклав початок історії Галицького автокранового заводу (випускав автокрани під маркою «Галичанин»). За роки радянської влади в місті збудовано нові райони з типових п'ятиповерхових будинків.
У 2009 році Галич відзначив своє 850-річчя.

## Економіка і промисловість

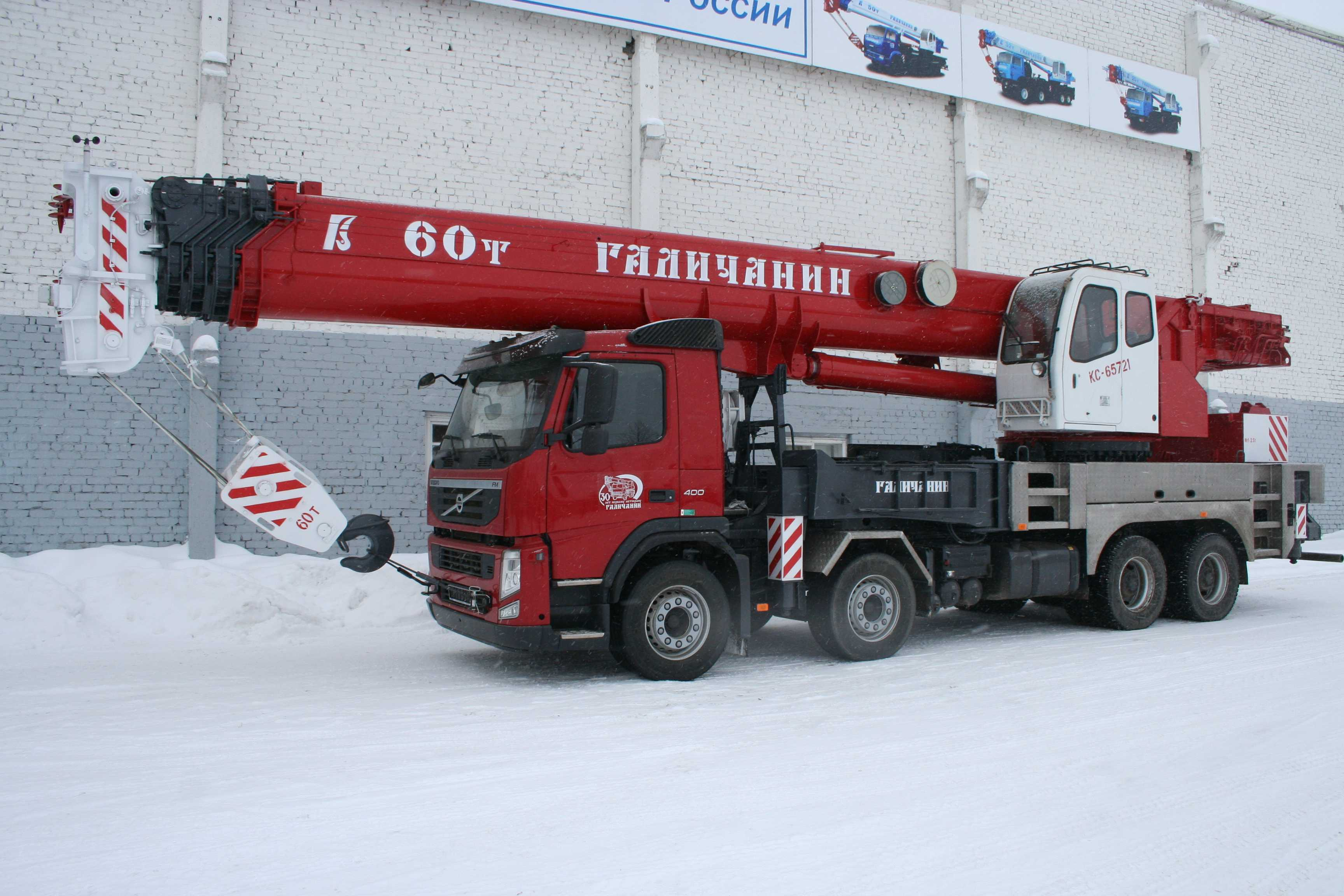
60-тонний автокран КС-65721 «Галичанин» виробництва ГАКЗ на шасі автомобіля Volvo FM 12.
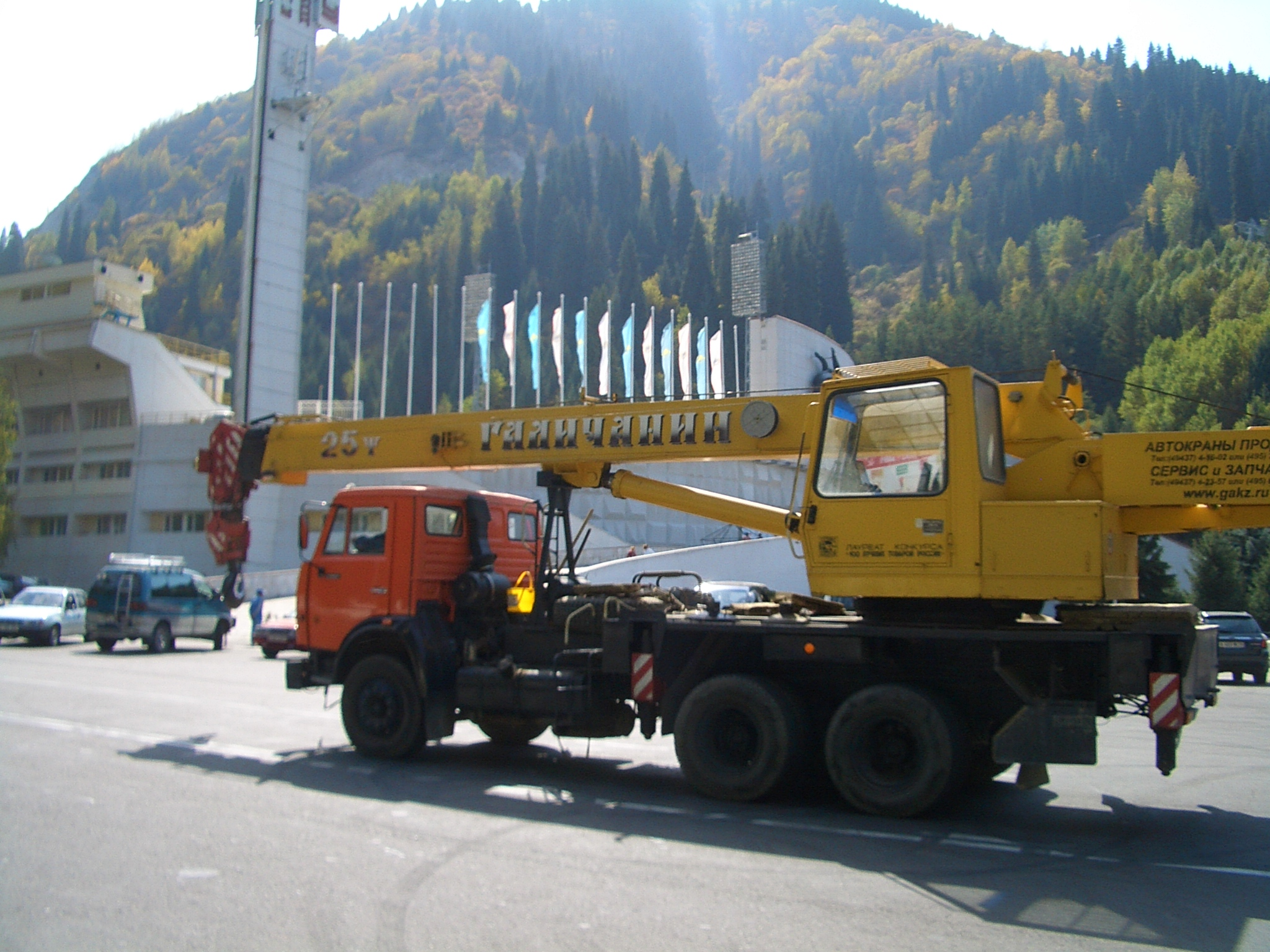
25-тонний автокран КС-55713 «Галичанин» на шасі КамАЗ-6520

Основним промисловим підприємством Галича є «Галицький автокрановий завод» (ГАКЗ), який за 74 роки свого існування виготовив понад 10000 автокранів, а так само безліч інших одиниць такої техніки, як ексковатори, крани-маніпулятори, а так само безліч деталей для інших кранобудівних підприємств, у тому числі українських. В даний час завод продовжує працювати і дає зайнятість більш ніж 1500 місцевих жителів.
Так само в Галичі є підприємства харчової, шкіряної та деревообробної промисловості. В місті Галич працюють філії всіх найбільш популярних російських банків, а так само торгових мереж.

## Транспорт
У 1903 році почалося будівництво залізничних колій по маршруті Вологда — Буй — Вятка, що проходив через Галич. Перший поїзд прибув на станцію Галич у 1905 році, офіційно ця ділянка сучасної Північної залізниці відкрита в листопаді 1906 року.
У 1956 році стає до ладу гілка Кострома — Галич протяжністю 127 кілометрів.
Через залізничну станцію Галич пролягають маршрути як приміського, так і далекого прямування. Більшість швидких поїздів, що прямують з Москви і Санкт-Петербурга по Транссибірській магістралі, мають зупинку в Галичі.
Галич сполучений автодорогами з Костромою, Чухломою, Судиславлем, Буєм, Солигаличем, Неєю. Рух містом полегшений завдяки наявності об'їзної дороги.
Внутрішньоміський транспорт представлений автобусами і маршрутними таксі.

## Відомі уродженці

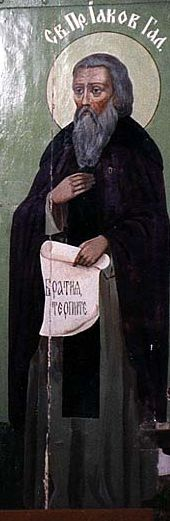
Яків Галицький

- Яків Галицький — православний святий, преподобний.
- Кирило Новоєзерський — православний святий, преподобний, засновник Кирило-Новоєзерського монастиря.
- Григорій Пельшемський (Лопотов) — православний святий, преподобний, засновник Пельшемського монастиря.
- Паїсій Галицький — православний святий, преподобний[14].
- Ситін Герасим Матвійович — герой війни 1812 року[15]
- Ляполов Віктор Михайлович — герой Радянського Союзу з 1945 р.[16]
- Суслов Олексій Миколайович — герой Радянського Союзу з 1945 р.[17]
- Акім Ефраїм Лазаревич — радянський і російський науковець у галузі космічної балістики, навігації космічних апаратів і планетології, член-кореспондент РАН.
- Акім Яків Лазаревич — радянський дитячий поет.
- Красовський Феодосій Миколайович — радянський астроном-геодезист, член-кореспондент АН СРСР, що визначив розміри земного референц-еліпсоїда (еліпсоїд Красовського).
- Успенський Федір Іванович — російський візантиніст, академік АН СРСР (1925; академік Російської академії наук з 1917, академік Петербурзької академії наук з 1900). У 1894—1914 роки директор Російського археологічного інституту в Константинополі (Османська імперія). У 1915—1928 роки редактор «Византийского временника». У 1921—1928 роки голова Російського Палестинського Товариства. Головна праця — тритомна «История Византийской империи», над якою він працював понад 25 років.

## Галерея

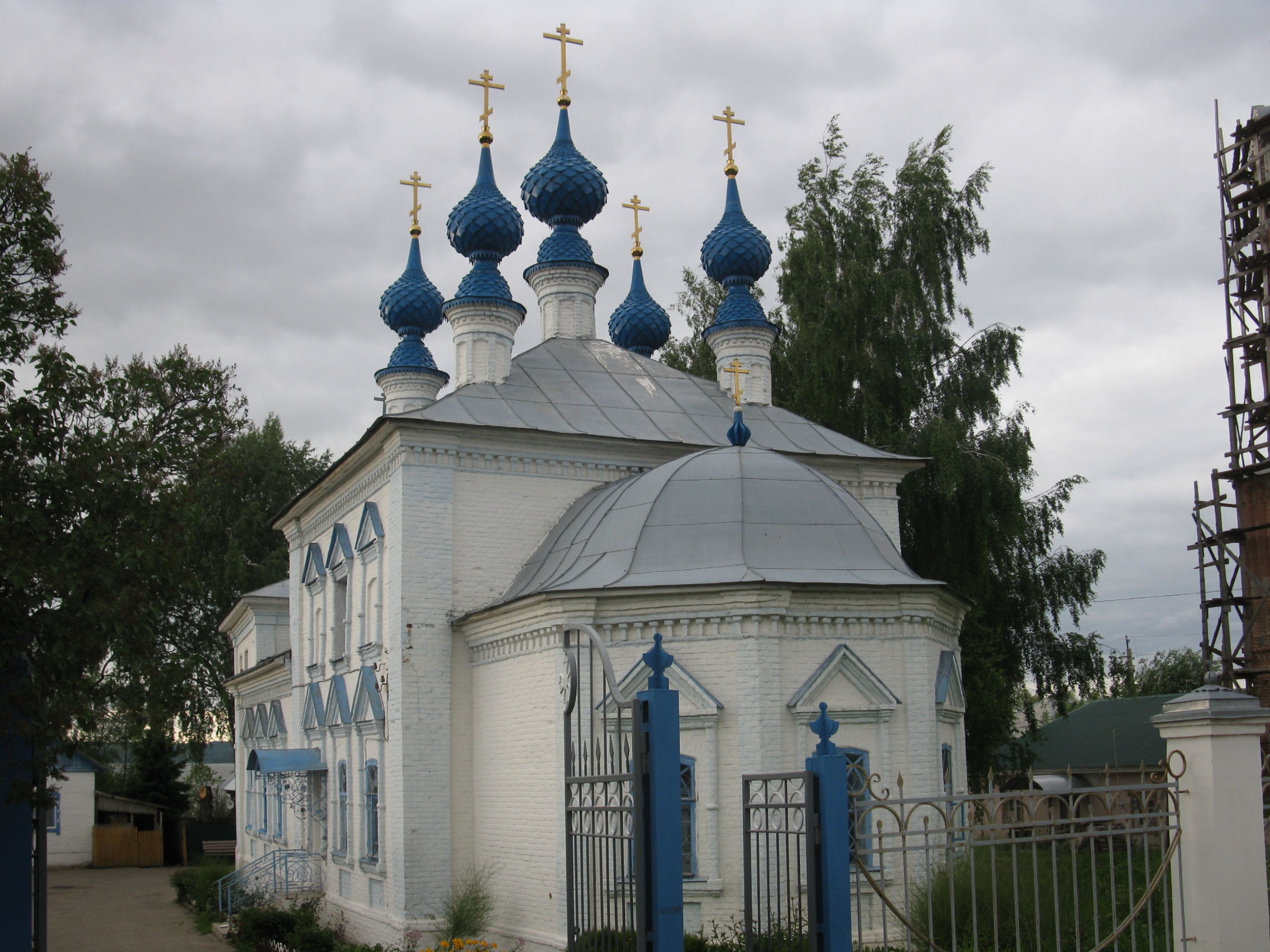
Введенська церква
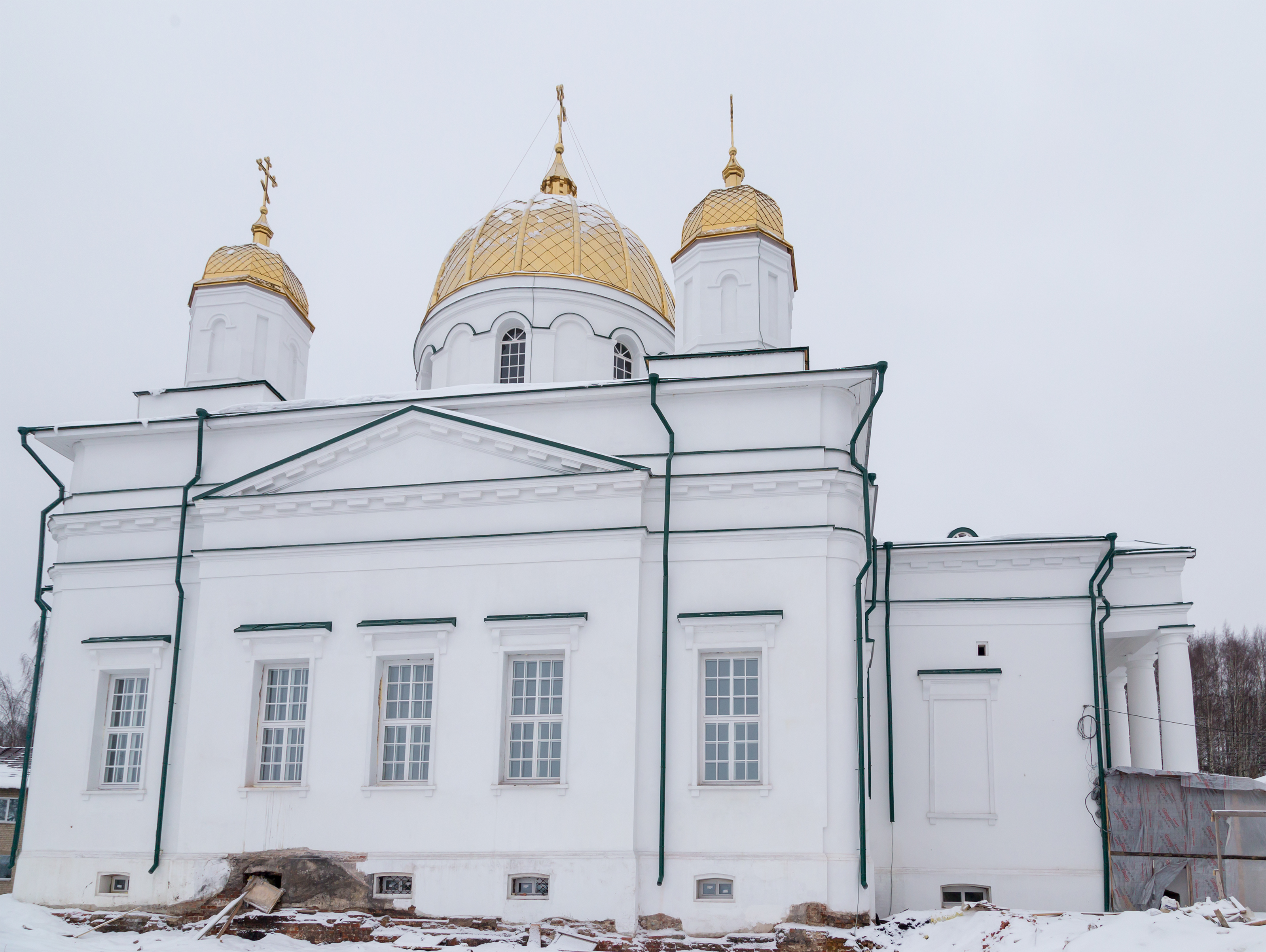
Троїцький собор
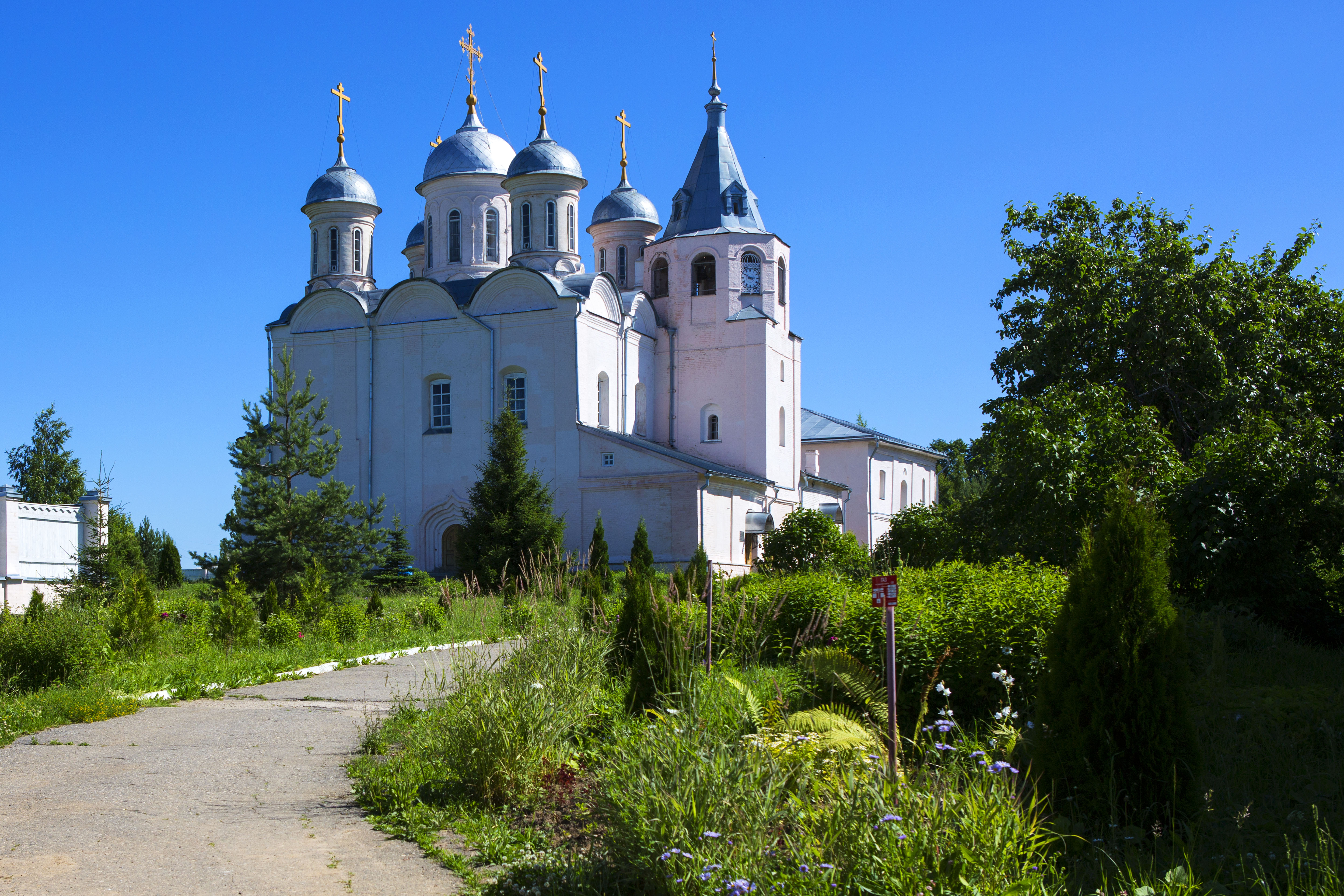
Успенський Паїсієво-Галицький жіночий монастир
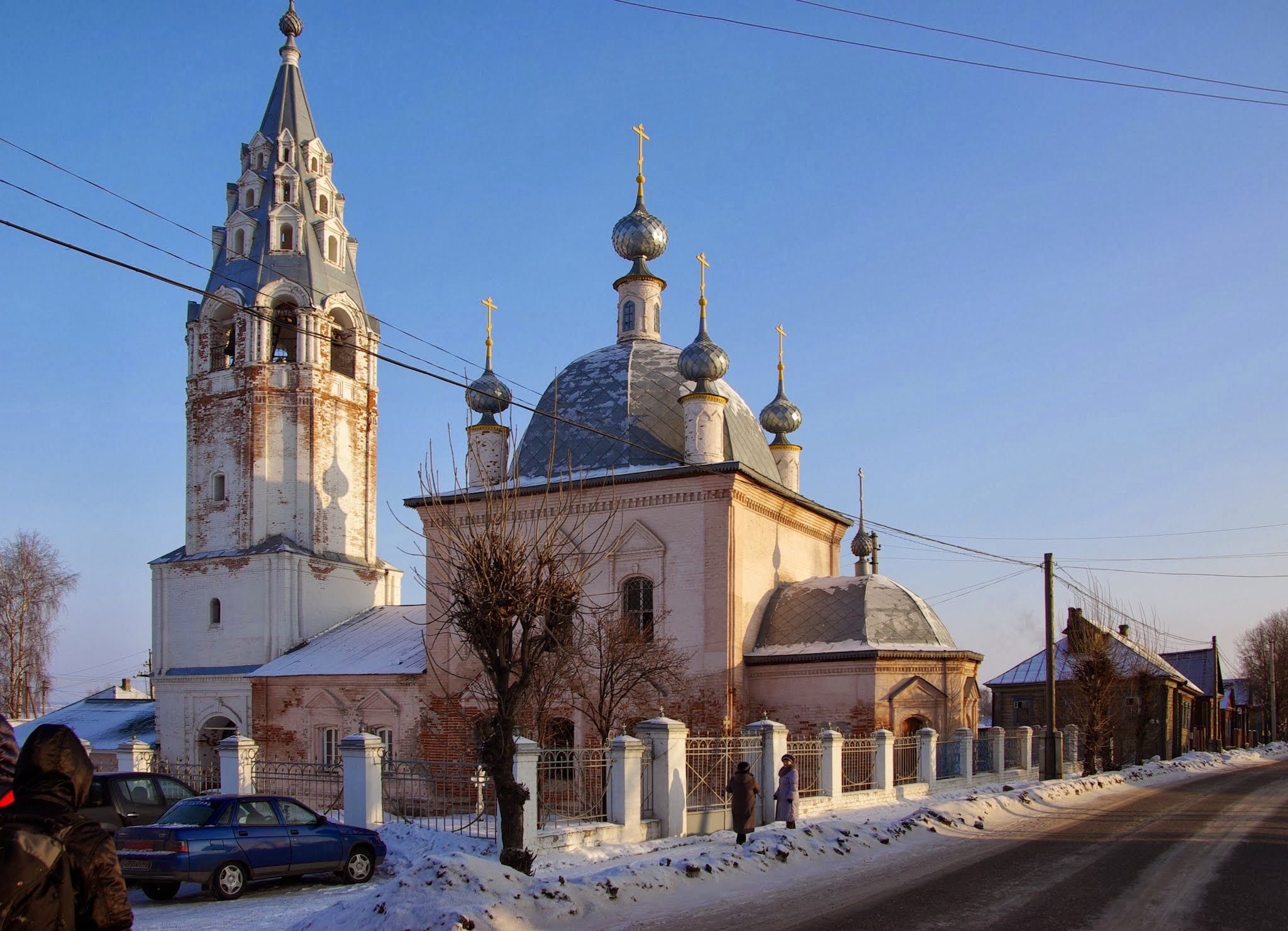
Церква Василя Великого
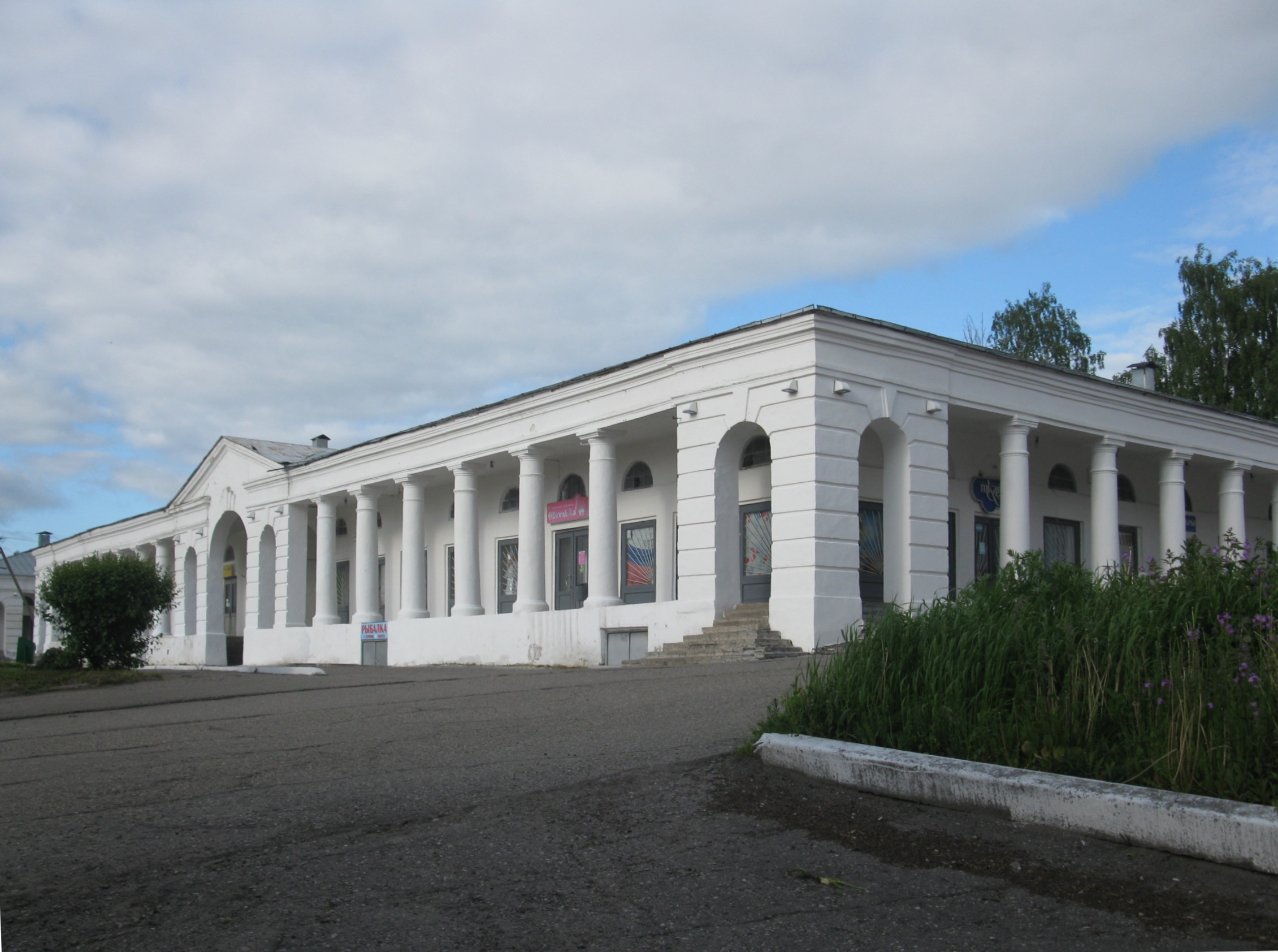
Торгові ряди, корпус 2
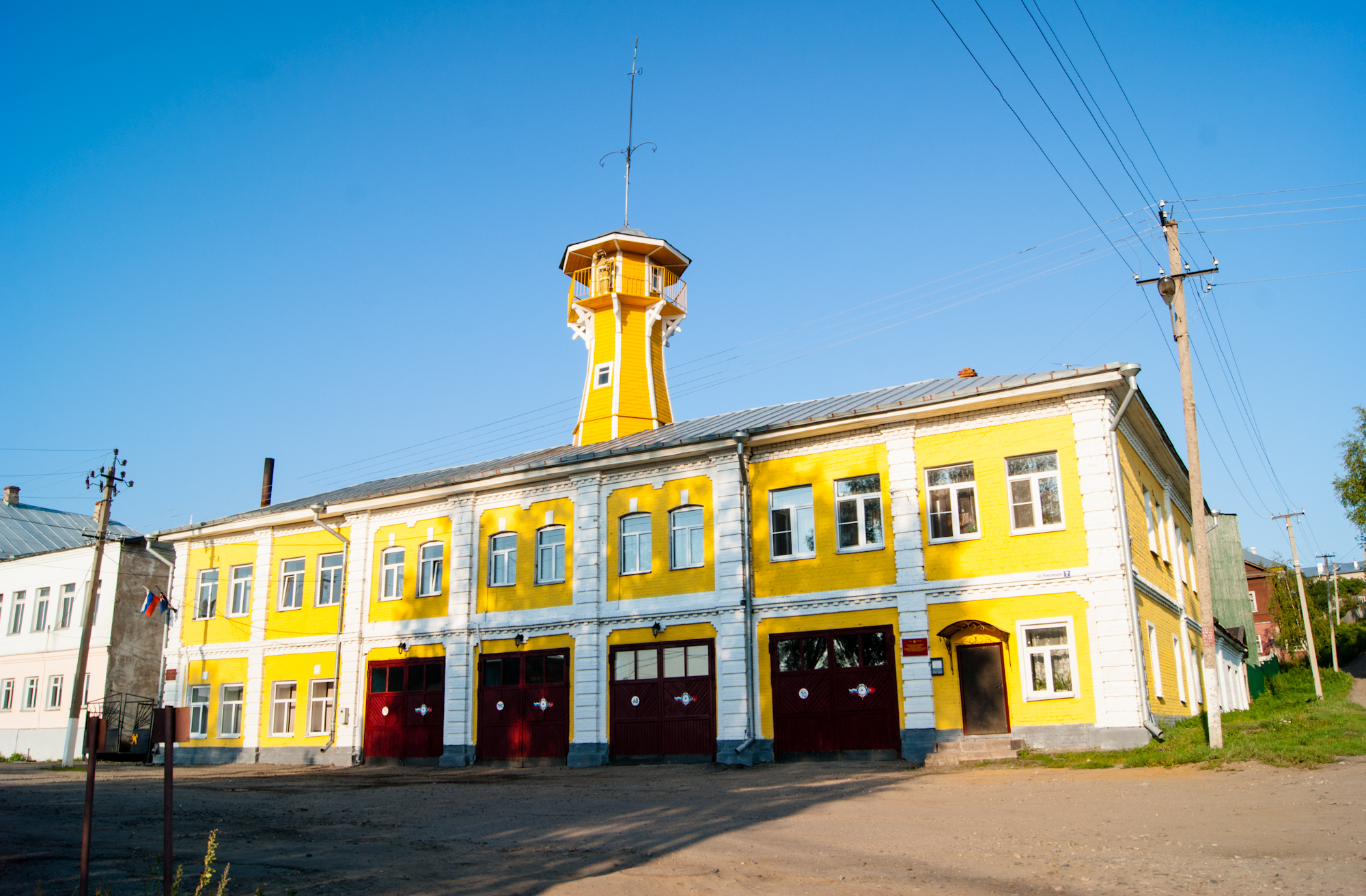
Пожежна частина
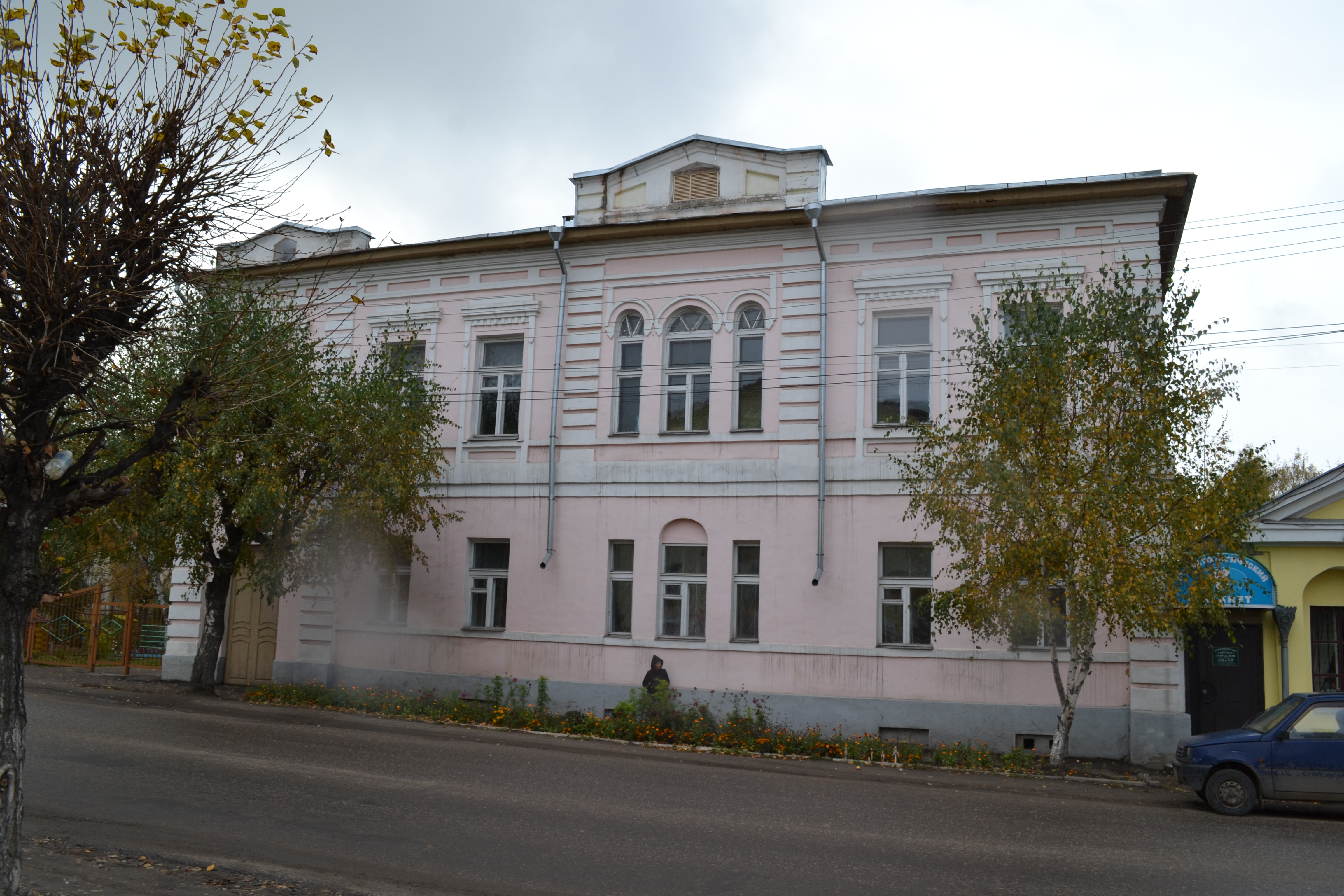
Житловий будинок Вікоріних
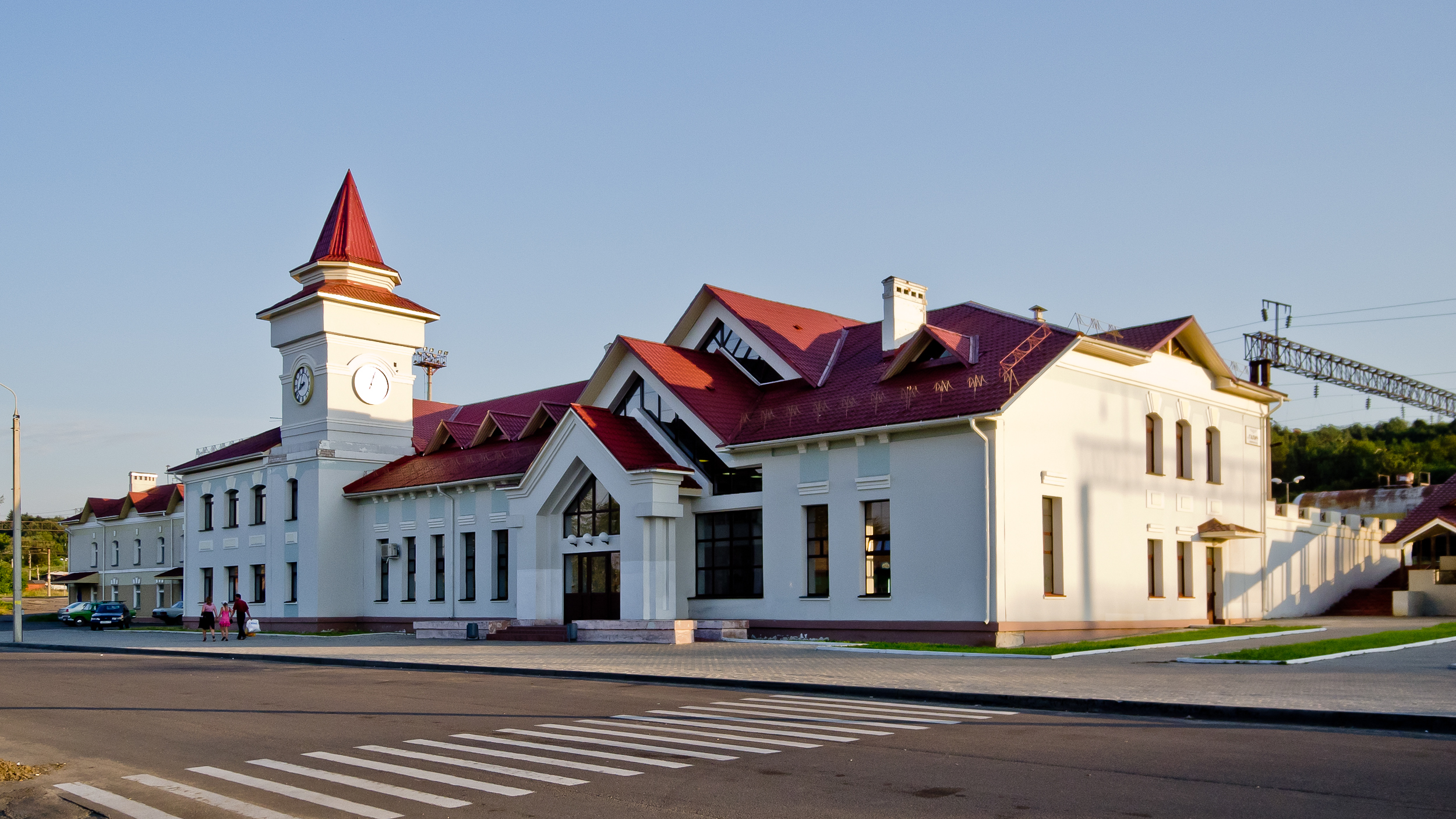
Залізничний вокзал